# Acquaformosa
Acquaformosa község (comune) Olaszország Calabria régiójában, Cosenza megyében.

## Fekvése
A település a Pollino Nemzeti Park területén fekszik, a megye központi részén. Határai: Altomonte, Lungro és San Donato di Ninea.

## Története
A várost 1197-ben alapították. A 15. században albán menekültek telepedtek meg, s napjainkban is az egyik legjelentősebb arberes lakosságú calabriai település.

## Népessége
A népesség számának alakulása:

## Főbb látnivalói
- Santa Maria Addolorata-templom (18. század)
- San Giovanni Battista-templom
- Santa Maria del Monte-szentély

## Híres szülöttei
- Simeone Orazio Caparelli - arberes költő